# Mare à Goriaux
La mare à Goriaux (ancienne mare à cochon comme son nom patois l'indique) est un étang d'affaissement minier du Nord, en France, et une réserve biologique domaniale depuis 1982. 
Un très important affaissement minier a créé trois mares dès 1916, qui ont fini par se rejoindre vers 1930 pour former un seul étang, situé au pied du terril no 171, pour partie recolonisé par la végétation.
Le site du plan d'eau et du terril de la mare à Goriaux fait partie de la forêt domaniale de Raismes-Saint-Amand-Wallers.

## Description
D'origine artificielle, la mare à Goriaux a été involontairement créée par l'exploitation minière très intensive du secteur. 
La mare à Goriaux est un plan d'eau d'une surface de 90 hectares dont la profondeur maximale est de 1,3 mètre. Elle est située au pied d'un terril. L'ensemble du site de la réserve biologique domaniale, géré par l'Office National des Forêts, couvre une surface de 270 hectares.

## Histoire
Le massif forestier de Raismes-Saint-Amand s'est retrouvé enclavé dans le bassin minier. Il est situé au dessus des anciens réseaux de galeries de la fosse d'Arenberg et de la fosse de Vicoigne, et donc soumis à leurs effets indirects sur le sous-sol : un affaissement minier semble avoir débuté sur ce secteur au moins en 1916. il a d'abord créé trois mares : Bassy, Aubry et la mare à Goriaux.
Ces trois mares en descendant sous le niveau de la nappe superficielle se sont agrandies et ont fini par former en 1930 un seul plan d'eau qui a encore grandi, et qui a pris le nom de mare à Goriaux (goriaux signifiant cochons en patois). 
En 1928 P. Durieux décrivait le phénomène comme suit : 
« les affaissements sont apparus il y a une quarantaine d'années ; depuis ils se sont étendus chaque année et couvrent aujourd'hui 200 ha sur lesquels se défend une forêt rabougrie d'essences marécageuses, en bordure de marais ou l'Administration se trouve réduite à louer la pêche ainsi que la chasse au gibier d'eau... ».
Cet effondrement du paysage a imposé une réorganisation du drainage en forêt de Saint-Amand, mais ce paysage est ensuite devenu un lieu de reconquête paysagère, riche en faune aquatique et présentant un grand intérêt scientifique qui a conduit à l'inscrire dans le  périmètre du premier parc naturel régional de France et à en faire en 1968 une réserve ornithologique à la suite de l'installation spontanée d'une avifaune abondante et variée. De vastes terrils proches ont aussi été reconquis par les mousses et lichens, puis par une strate herbacée et buissonneuse puis par la forêt où ils sont à l'origine de reliefs qui n'existaient pas dans cette partie des Hauts-de-France (mont des Ermites, à Vicoigne). 
En 1982 le site a été classé réserve biologique domaniale, pour l'intérêt de la recolonisation par la flore et la faune du terril de la mare à Goriaux. Le terril autrefois propriété des houillères du bassin du Nord-Pas-de-Calais a été racheté en 1987 par l'Office national des forêts qui en est devenu le gestionnaire.

## Découverte, accessibilité
Un circuit pédestre de 6,5 kilomètres permet de découvrir le site, ainsi que la trouée d'Arenberg toute proche.

## Environnement

### Flore
La réserve accueille une flore originale ,: herbiers aquatiques, roseaux à balais, ou bouleaux.
L'originalité de la réserve de la Mare à Goriaux est son terril plat, qui mesure deux kilomètres de long sur 20 à 30 mètres de largeur. 
Ce type de terril plat témoigne du début de l'activité minière, mais à la différence des premiers terrils, celui de la mare à Goriaux n'est pas situé à la sortie du puits de la mine. Grâce aux nouveaux moyens de transport (machine à vapeur), le terril a été créé dans une zone peu habitée et à cette époque réputée insalubre.
La nature a progressivement colonisé le terril de la mare à Goriaux. Cette renaturation a été facilitée par l'orientation dite sous le vent du terril, qui a favorisé le phénomène d'ensemencement par porte-graine et l'aérochorie, ainsi que la zoochorie. 

La position intra-forestière du terril a aussi permis la colonisation du terril par la nature grâce à la proximité du massif forestier de Raismes-St Amand-Wallers. Le terril de la Mare à Goriaux a été affecté par une colonisation arbustive. Le bouleau verruqueux a été l'espèce pionnière, qui s'est installée d'abord dans des zones préférentielles : pied d'une pente, dépression, ou zone tassée. 
Le bouleau verruqueux étant une essence héliophile, pionnière et frugale, il s'est installé très spontanément dans ces zones plus humides. D'une manière générale, la colonisation par les bouleaux est caractéristique des terrils pauvres et acides.

### Faune
L'extension continue de la mare a permis la création d'une roselière qui attire de nombreux oiseaux dont quelques espèces rares. 

Elle est d'un grand intérêt ornithologique, augmenté par le fait que le plan d'eau attire près de 300 espèces d'oiseaux, tels que le grèbe huppé, le balbuzard pêcheur, ou le pluvier petit-gravelot.
En hiver le plan d'eau est le refuge de milliers de canards et une étape de leur migration. De nombreux cygnes sont aussi présents sur le site.
En raison de la présence de nombreux rongeurs, sangliers et chevreuils favorisés par l'agrainage, mais aussi par la disparition ou régression de leurs prédateurs naturels et pour les espèces-gibiers par des plans de chasse favorables ou incomplètement réalisés...  du printemps à l'automne, des tiques peuvent être abondantes à proximité des berges. Certaines de ces tiques peuvent piquer l'Homme et  être vectrices de maladies à tiques (dont la maladie de Lyme ; maladie émergente en pleine extension en Europe).